# حزب ملی توده
حزب ملی توده، زنکوکو تایشوتو (به ژاپنی: 全国大衆党ぜんこくたいしゅうとう) یکی از احزاب وابسته به طبقه کارگر در ژاپن، ۱۹۳۲–۱۹۲۵ بود. این حزب در سال ژوئیه ۱۹۳۰ از ادغام حزب توده‌های ژاپن و حزب دموکراتیک ملی (ژاپن، ۱۹۲۹) و دو حزب دیگر به وجود آمد. این حزب در ۵ ژوئیه سال ۱۹۳۱ با عنوان حزب ملی توده‌های کارگر-کشاورز (زنکوکو رونو تایشوتو) تجدید سازمان یافت.